# Burnout (serie de videojuegos)
Burnout es una serie de videojuegos de carreras de tipo arcade, del cual se ha lanzado una edición por año desde 2001 para las plataformas PSP, PlayStation 2, PlayStation 3, Xbox, Xbox 360, Game Cube, Nintendo DS y PC
Al principio fueron creados por Criterion Games y Acclaim. Con la desaparición de Acclaim, EA Games compró los derechos de la saga.
A diferencia de Need for Speed, mayormente este videojuego se basa en la destrucción de los enemigos, más que en ser un simulador de carreras.

## Videojuegos

### Burnout
Primero en la saga de videojuegos más rápida en la historia, Burnout rey del derrape y de la destrucción apareció al principio en las consolas del momento: PlayStation 2, Game Cube y Xbox, este juego es solo para un jugador en todas las consolas.
Está Criterion Games como creador, RenderWare de motor y Acclaim de distribuidor.

### Burnout 2: Point of Impact
Burnout 2 es la segunda parte, tal y como su nombre indica, un juego que apareció prácticamente de la nada para PlayStation 2, posteriormente salió en Game Cube y Xbox, poco a poco fue haciéndose un lugar entre los clásicos juegos de carreras, gracias a su calidad técnica, cierta originalidad, y enfurecidas carreras en las que todos podíamos participar.
Carreras con coches al límite compitiendo en el carril contrario, saltos imposibles, derrapes aparentemente incontrolables y una especie de nitro... "Burnout" está presente.
Ponte el cinturón, agarra un buen puñado de pastillas contra el mareo y prepárate para las carreras más locas y rápidas de los videojuegos hasta ahora.
Plataformas: PlayStation 2, Xbox y Game Cube

### Burnout 3: Takedown
El tercer videojuego de la saga Burnout y el primer juego en el que se puede hacer un Takedown. 
Hay cinco modos de juego, incluyendo dos modos de carrera y tres modos de choque. Antes de empezar el juego, los jugadores eligen su vehículo fijándose en la velocidad y el peso. En los modos de carrera, el jugador gana propulsión conduciendo por las vías restringidas, y causando que los coches competidores choquen (llamado "Takedown"). 
En el modo carrera, el objetivo es ganar la carrera alrededor de la pista como un juego de carreras estándar, mientras que en el modo "Road Rage"(Furia al Volante), el jugador debe chocar con un determinado número de oponentes controlados por la computadora.
En el modo choque, el jugador no está compitiendo en una pista contra los oponentes. En lugar de ello, en cada intento de choque, el jugador corre a altas velocidades hacia una intersección y trata de hacer la mayor cantidad monetaria provocando daños a los vehículos allí como sea posible, mientras que recoge dinero y multiplicadores de bonos. Los tres modos de choque son muy similares. En algunos, conduces solo, en otros, como un equipo con una puntuación combinada, etc, pero el objetivo de hacer el mayor daño sigue siendo el mismo.
En cualquier modo, las medallas se concederán para el logro de ciertos resultados. Estas medallas se utilizan para desbloquear pistas y vehículos ocultos.
Burnout 3: Takedown ofrece 173 eventos diferentes en el modo Offline (Fuera de conexión a Internet), y 67 coches para desbloquear, entre ellos un autobús urbano, un camión de bomberos, y un camión de la basura, todos muy recomendados para el modo choque. También existe el juego En línea donde hasta seis jugadores pueden competir en una carrera, y ocho jugadores pueden competir en un evento de choque. En las carreras en línea, hay menos agresiones que en un único jugador. Los corredores debe centrarse en buenos derrapes y evitar el tráfico, no sólo de los "Takedowns", con el fin de ganar. Esto le da al En línea una sensación diferente al del modo de un solo jugador. Existe una variante conocida como carreras Road Rage donde los jugadores se dividen en dos equipos. El equipo azul recibe un período de tres segundos de ventaja inicial y debe conducir un cierto número de millas sin ser eliminado por "Takedowns". El equipo rojo intenta eliminar al equipo azul, antes de llegar a la línea de meta.
Plataformas: PlayStation 2 y Xbox

### Burnout Revenge
En mucho las pistas han sido mejoradas y listas para la batalla, con muchas rutas alternas, atajos y obstáculos, este juego es uno de los mejores de la saga.
En los nuevos rasgos incluyen "In-race Crashbreaker" (La capacidad de explotar el coche después de un accidente para causar mayor daño), "Takedowns Verticales" (Que es caer desde una cierta altura a un auto enemigo para causarle daño), pistas de ruta múltiples con oportunidades de saltar por el aire, y "Traffic Checking", que permite que el jugador golpee el tráfico del mismo camino sin la destrucción. Para el Chequeo de Tráfico (en español), hay que golpear el tráfico de peso ligero (coches, pequeñas furgonetas etc.) Chocándolo por la parte trasera del auto , ya que si lo chocas por el lado o por delante , tu auto se destroza. Si chocas con un Autobús o Camión, o golpeas algún automóvil del tráfico opuesto, te estrellaras. Con la práctica, este puede ser usado para limpiar cruces de carreteras, destruir el tráfico que viene en sentido contrario o pesado, marcar extra puntos en el modo Crash y hasta hacer takedowns a tus rivales, y claro también sigue estando el modo "Online", tanto para PS2 Online como para Xbox Live.
Plataformas: PlayStation 2, Xbox 360 y Xbox

### Burnout Legends
"Burnout Legends", la primera entrega de Burnout hecha en Francia, salió al principio solamente para el PSP, posteriormente salió para el Xbox y para el Nintendo DS, muy parecido al Burnout 3: Takedown.
"La información a continuación, estaba basada en la versión para el PSP"
Modos al volante:
- Tour Mundial: Compite nuevamente con tus enemigos, tratando de hacer el mayor número de Takedowns a través de la carrera, gana la medalla de Oro para poder desbloquear más carros y más eventos en los que competir, como GP (Grand Prix).

- Carrera: Corre a través de la pista y llega en primer lugar para ganar la medalla de oro.
  - Eliminador: (Solo accesible en el Tour Mundial) Es casi lo mismo que en la carrera, pero aquí si eres el último y el tiempo llega a cero, pierdes.

- Ataque al tiempo: Llega a la meta en el menor tiempo posible. 
  - Vuelta al rojo: Llega a la meta antes de que se acabe el tiempo dado, (Por ejemplo, si tu límite es: 1:00 trata de llegar antes para poder conseguir la medalla de oro y así desbloquear más carros y eventos).

- Furia al volante: Choca a tus competidores y haz tu propio récord de Takedowns, gana la medalla de Oro para tener acceso a nuevos eventos y vehículos más rápidos.

- Persecución: Sigue al enemigo, teniéndolo cerca y tratándole de hacerle Takedown para poder detenerlo, Has que la barra de daño llegue a cero antes de que se escape.

- Choque: Trata de sacar la mayor puntuación, chocando y destruyendo todo carro, camión que se atraviese en tu camino.

Plataformas: PSP y Nintendo DS

### Burnout Dominator
El segundo de los videojuegos de la saga de Burnout que no incluye el modo Choque (Crash), después de Burnout 2: Point of Impact.
Además de que solo salió para el PSP y PlayStation 2, fueron revelados por EA y Criterion Games, claro como motor esta RenderWare.
Modos al Volante:
- Carrera: Llega en primer lugar a la meta, y así poder seleccionar nuevos vehículos y nuevos eventos de carrera.

- Furia al Volante: Choca a todos los enemigos tratando de hacer el mayor número de Takedowns, a través del todo circuito.

- Eliminador: Similar a la carrera, pero aquí si no te mantienes en primer lugar, puede que pierdas todo el reto. Dan un tiempo predeterminado para cada lugar, si no avanzas pierdes.

- Vuelta al rojo: Carrera singular, tienes que llegar a la meta antes del tiempo dado, para así obtener la medalla de oro y desbloquear nuevos vehículos o nuevos retos como GPS.

- Modo Maniaco: Un totalmente nuevo modo de Burnout Dominator, en el cual puedes dar saltos impresionantes, choques destrozantes y derrapes a máxima velocidad. Tratando de obtener el mayor puntaje posible.

- Reto de No Chocar: Similar a las carreras, solamente que aquí se no trata de chocar y causar daño, sino en derrapar todo lo que se pueda, evitando tráfico.

Plataformas: PSP y PlayStation 2

### Burnout (2007)
Es un juego móvil de la saga Burnout anunciado por EA mobile que solo aparecieron para los teléfonos móviles, además, esta versión era un anuncio del Burnout Paradise.
El juego consistía en un solo jugador contra un oponente, la duración es de 1 solo minuto (en otros modos no), solo son 3 autos, se debe ganar todos esos eventos para subir el rango del jugador, se puede hacer turbo con 5 o con la tecla del centro.
Modos al volante:
- Furia al volante: El jugador tiene que hacer 6 o 7 takendows a su oponente para recibir medallas antes de que se acabe el tiempo.
- Sumo: El jugador tiene que echar de la carretera 10 veces a su rival lo más posible para conseguir medallas.
- Supervivencia: El jugador tiene que sobrevivir 30 o 35 segundos sin chocarse o ser chocado por su rival para conseguir medallas.
- Traffic checking: El jugador debe derribar autos civiles(excepto camiones) dentro de 1 minuto para ganar medallas
- Domina la zona: El jugador debe quedarse en la zona 10 segundos o más echando a su rival para no perder segundos, al irse de la zona se pierde segundos por lo cual se pierde también medallas.

Bonificaciones:
- Reparación: Se repara el auto del jugador después de ser dañado por su rival.
- Sólido: El auto puede ser invencible 5 segundos.
- Máxima aceleración: El jugador puede avanzar con turbo 5 segundos.

Plataformas: Telefonía móvil

### Burnout Paradise
Burnout Paradise fue anunciado el 29 de agosto de 2006. En parte el juego está ambientado en la ficticia Paradise City y es en un mundo abierto parecido entre el juego Test Drive Unlimited y Need for Speed. 
En el E3 2007 (12 de julio de 2007) se dio a conocer un nuevo tráiler y la versión Pre-Alpha del juego, en donde se nota grandes cambios al juego, choques reales e impactos de gran magnitud, por ahora el software que se utilizó en el Pre-Alpha está en desarrollo, por lo que podría ser mejorado y al final de su desarrollo estará al máximo listo para su lanzamiento.
La única fecha de lanzamiento de juego que se sabe es la de Europa: 25 de enero de 2008
Plataformas: PC, Xbox 360 y PlayStation 3
EL 9 de mayo de 2008 Criterion games y EA Games ha anunciado este juego para PC sin dar fecha de su lanzamiento, pero en la Leipzig game convention 2008 dijeron que se espera su fecha de lanzamiento para enero del 2009 (un año después de su versión para consola) y dieron allí una demostración en vivo de este juego y ya hay vídeos oficiales en la página de criterion games, mostrando partidas en vivo. aunque no se sabe mucho de esta versión se dice que será rediseñada totalmente para la PC y que tendrá muchas novedades como una gran mejoría en el modo en línea, la introducción de motocicletas en el juego, y la gran resolución de 3840 x 1200 y otras pequeñas mejoras.

### Burnout Paradise: Remastered
10 años después de lanzar Burnout Paradise EA presenta una remasterización del juego para Xbox One ,PS4, PC y Nintendo Switch, no tiene mejoras destacables en cuanto a gráficos pero si en resolución y frames pudiendo alcanzar 4K y 60 fps en Xbox One X . El juego tendrá el juego base y además los 8 DLC y algunos coches extra. Por respeto al código original sigue teniendo la fórmula de Burnout sigue intacta. Disponible el 16 de marzo de 2018 para Xbox One y PS4, 2020 en Nintendo Switch, fecha para origin aun sin confirmar.